# Dolomedes costatus
Dolomedes costatus là một loài nhện trong họ Pisauridae.
Loài này thuộc chi Dolomedes. Dolomedes costatus được miêu tả năm 2004 bởi Zhang, Zhu & Da-xiang Song.